# سبايدر-مان: ويب أوف شادوز
سبايدر-مان: ويب أوف شادوز (بالإنجليزية: Spider-Man: Web of Shadows)‏ هي لعبة فيديو صدرت في 2008. وهي متوفرة على أجهزة نينتندو دي إس وبلاي ستيشن 2 وبلاي ستيشن 3 وبلاي ستيشن بورتبل وإكس بوكس 360 ووي وويندوز . اللعبة من تطوير تريارك وهي من نشر أكتيفجن.

## روابط خارجية
- سبايدر-مان: ويب أوف شادوز على موقع IMDb (الإنجليزية)